# 四畳半レコード
『四畳半レコード』（よじょうはんれこーど）は、伊藤俊吾のアルバムである。2016年7月16日に発売された。

## 解説
ライブ会場とダウンロードにて販売された。
 
全てのレコーディング、ミックス、マスタリング、ジャケットデザイン、撮影に至るまで完全に四畳半の伊藤の部屋で作られている。

## 収録曲
作詞・作曲∶伊藤俊吾
1. はじめの一歩
2. 僕がいなくなっても
3. シュガー
4. ちょうちょ
5. ふかみどり
6. 鏡
7. あたりまえの事だけど
8. 僕はたぶん
9. 平日
10. 今日の全てが
11. 8485～黒い恋人～
12. 真夏の夢が消える頃
13. みんなのそら(Album ver)
14. 大事なプレゼント 2016 Live in 青山月見ル君想フ